# Селянські страйки в Галичині
Селянські страйки в Галичині — страйки селян в Галичині на початку XX століття. Спершу спорадичні й неорганізовані акції сільськогосподарських працівників та сільської бідноти, єдине джерело існування яких були заробітки по панських дворах і фільварках, з 1902 — масовий організований страйковий рух за покращення побутових умов і збільшення заробітної платні. Перші спорадичні селянські страйки охопили на весні 1900 15 сіл Борщівського повіту, зокрема маєтки великого польського землевласника графа Баворовського. Страйкарі вимагали підвищення поденної зарплатні з 18-20 до 50 центів і під час жнив з 80 центів до 1 ґульдена. Страйк був придушений австро-угорським військом.
Активними організаторами селянського страйку 1902 року були тогочасні українські політичні партії: Національно-Демократична (Є. Левицький, В. Будзиновський, Л. Цегельський та ін.), Русько-Українська Радикальна Партія та УСДП; вони створювали низові страйкові комітети і вели роз'яснювальну роботу у пресі та пропагандичній літературі. Страйк почався у червні 1902 у Львівському і Перемишлянському повітах (на землях графа Анджея Потоцького), у кін. липня він охопив понад 500 сіл у 26 повітах у яких 200 000 осіб (перший масовий селянський страйк у Європі). Крім невиходу на працю, учасники селянського страйку підпалювали фільварки, двори й ліси. Даний страйк придушено за допомогою жандармських загонів і війська. За участь у страйку заарештовано понад 4 000 селян, більшість з них були засуджені на ув'язнення. Страйкарі виявили солідарність і дисциплінованість, поміщики змушені були піти на поступки. Страйки й сезонна еміграція на роботи до Німеччини (з 1903), на які виїхало до 80 000 осіб, підірвали шляхетське землеволодіння. Щоб врятуватися від руїни, землевласники були змушені парцелювати землю поміж місцевих селян і спроваджених ними польських колоністів, унаслідок чого 140 000 гектарів землі перейшло до селян. Селянські заворушення і страйки у 1901—1902 спалахнули також у деяких селах Буковини й Закарпаття.
У більшому обсязі селянські стайки в Галичині відновилися на весні 1906 року, охопивши 400 сіл у 35 повітах. Страйкарі вимагали збільшення зарплатні наймитів на постійній фільварковій роботі до 100—200 корон річно та поденної до 2 корон та 7—8 сніп замість 12.